# 868
Évszázadok: 8. század – 9. század – 10. század
Évtizedek: 810-es évek – 820-as évek – 830-as évek – 840-es évek – 850-es évek – 860-as évek – 870-es évek – 880-as évek – 890-es évek – 900-as évek – 910-es évek
Évek: 863 – 864 – 865 – 866 –  867 – 868 – 869 – 870 – 871 – 872 – 873

## Események

### Európa
- I. Baszileiosz társuralkodóvá koronáztatja legidősebb fiát, Kónsztantinoszt. Tárgyalásokat kezd a dél-itáliai szaracénok ellen harcoló II. Lajos itáliai császárral annak lánya, Ermengarde és Kónsztantinosz összeházasításáról, valamint egy közös, a Bari Emirátus ellen irányuló hadjáratról.
- Baszileiosz Raguzába küldi a bizánci flottát, amely elűzi a várost ostromló bari szaracénokat.
- Kopasz Károly nyugati és Német Lajos keleti frank király Metzben találkozik és megállapodnak Lotaringia (a Középső Frank Királyság) felosztásáról.
- Kopasz Károly koronát küld Salomon breton hercegnek és beleegyezik hogy ő legyen a herceg fiának keresztapja. Salomon a Délkelet-Bretagne-ba befészkelődött vikingek ellen vezet sereget. Korábbi szövetségese, Hastein viking vezér kirabolja Orléans-t.
- A Córdobai Emirátusban Mérida Ibn Marván al-Dzsillíkí vezetésével fellázad I. Muhammad emír ellen. A felkelést leverik, de hősies védekezéséért az emír megkíméli al-Dzsillíkí életét és engedélyezi hogy a mai Badajoz területén letelepedjen.
- Az asztúriai Vímara Peres elfoglalja a móroktól Portus Cale (ma Porto) városát és a Douro folyótól északra eső területeket, ahol III. Alfonz király támogatásával megalapítja a Portus Cale-i (Portugál) grófságot.
- Burgred merciai király szövetkezik a wessexi Æthelreddel a Nottinghamot elfoglaló vikingek ellen. Ostrom alá veszik a várost, de Burgred inkább hadisarcot fizet a vikingeknek, akik visszavonulnak Yorkba.
- Æthelred öccse, Alfred feleségül veszi a merciai Ealhswithet.
- Anastasius Bibliothecarius pápai könyvtáros testvére, Eleutherius (bár már jegyben jár egy másik nővel) erőszakkal feleségévé teszi II. Adorján pápa lányát. Ezt követően elrabolja és meggyilkolja a lányt és az anyját (a pápa feleségét).

### Abbászida Kalifátus
- Al-Mutazz kalifa Egyiptom kormányzójává nevezi ki a türk Ahmad ibn Túlúnt. Ahmad kihasználva a kalifátus belviszályait saját kezébe veszi a tartomány pénzügyeit, hozzá lojális zsoldoshadsereget épít ki és néhány éven belül gyakorlatilag függetleníti magát a kalifától, megalapítva a Túlúnida dinasztiát..

### Kína
- Elkészül a legkorábbi, ma is ismert, pontosan meghatározható dátumú nyomtatott szöveg (egy illusztrált Gyémánt szútra).

## Születések
- Troyes-i Théodrate, Odo nyugati frank király felesége

## Halálozások
- Ali al-Hádí, síita imám
- Al-Dzsáhíz, arab polihisztor
- Jü Hszüan-csi, kínai költő
- Minamoto no Makoto, japán herceg
- Theotgaud, trieri érsek

## Fordítás
- Ez a szócikk részben vagy egészben  a(z)   868 című angol Wikipédia-szócikk ezen változatának fordításán alapul.  Az eredeti cikk szerkesztőit annak laptörténete sorolja fel. Ez a jelzés csupán a megfogalmazás eredetét és a szerzői jogokat jelzi, nem szolgál a cikkben szereplő információk forrásmegjelöléseként.